# Pannes (Loiret)
Pannes è un comune francese di 3 327 abitanti situato nel dipartimento del Loiret nella regione del Centro-Valle della Loira.

## Società

### Evoluzione demografica
Abitanti censiti